# Éditions Bordas
Pour les articles homonymes, voir Bordas.
Bordas est une marque d'édition française de manuels scolaires et de dictionnaires. Cette marque est la propriété de la société Librairie Fernand Nathan.
Elle est exploitée par la société Sejer. Elle fait aujourd'hui partie du groupe d'éditions Editis, racheté par l'espagnol Planeta en mai 2008 puis acquis par le groupe Vivendi en juillet 2018.

## Histoire
Fondées à Paris en 1946 par Pierre Bordas et son frère Henri, les éditions Bordas se sont spécialisées dans les manuels scolaires, les ouvrages parascolaires et de pédagogie de la maternelle au lycée, ainsi que dans les livres de références culturelles : la littérature, l’histoire, la philosophie, la musique et à la nature.
Bordas rachète Gauthier-Villars et les éditions Dunod en 1972, avant de se faire lui-même racheter par les Presses de la Cité en 1977. Jean-Manuel Bourgois en devient alors président.
Après une première encyclopédie rédigée par Roger Caratini de 1968 à 1975 (Encyclopédie Bordas en 23 volumes), viendront s'ajouter d'autres éditions encyclopédiques dont une encyclopédie comportant 12 volumes (10 volumes : encyclopédie générale alphabétique ; 2 volumes : dictionnaire alphabétique de la langue Française rédigé en 1994 par Jean Girodet) ; dernière version imprimée vers 1998.
Par ailleurs, une encyclopédie thématique nommée Encyclopédie Bordas Nature (20 volumes) paraîtra en 1999 en partenariat avec le WWF (traduction d'une encyclopédie Allemande).
En 2009 est lancée une plateforme de soutien scolaire à domicile sous le nom Bordas. Cependant celle-ci n'est pas détenue par les éditions Bordas, qui ont simplement autorisé l'utilisation de la marque sous licence.